# NGC 2516
NGC 2516 (również OCL 776 lub ESO 124-SC6) – gromada otwarta znajdująca się w zachodniej części gwiazdozbioru Kila obok Latającej Ryby. Odkrył ją Nicolas-Louis de Lacaille w 1751 roku. Jest położona w odległości ok. 1,3 tys. lat świetlnych od Słońca. Na ciemnym niebie dostrzeżemy ją nieuzbrojonym okiem (3,8m). Zawiera dwa różnokolorowe układy podwójne.